# Покоління X (роман)
«Покоління X» (англ. Generation X: Tales for an Accelerated Culture, дослівно «Покоління X: Казки для Акселерованої Культури»)  — постмодерністський роман канадського письменника Дуґласа Коупленда, вперше виданий у Канаді в 1991 році. Роман популяризував термін Покоління X. Переклад українською вийшов у 2016 році та вдруге в 2019 з поправками.

## Анотація книги

### Канада
«Ніколи не бійтесь трохи кашляти у хворі легені глядачів», одного разу сказав чоловік, що сидів поруч біля мене на зустрічі, чоловік із шкірою ніби скоринка наполовину приготованого пирога і який мав п'ять дорослих дітей і які більше не будуть не відповідати на його телефонні дзвінки: «Як люди взагалі можуть зарадити собі якщо вони не можуть доторкнутися частинки свого власного жаху? Люди хочуть цю частинку, вони її потребують. Цей маленький шматочок легені робить їхню власну частинку не такою страшною»

### Україна
Біблія дауншифтерів, роман «Покоління Х» Дуґласа Коупленда – це історія про «офісний планктон», який розчарувався в ідеології успіху та щастя, що нав'язується сучасною корпоративною культурою. Якби український переклад роману вийшов одночасно з оригінальним американським виданням, нам, напевне, було б важко вповні його зрозуміти. Однак сьогодні, після більш як 20-ти років корпоративного капіталізму, в Україні з'явилося ціле покоління, яке з легкістю впізнає себе в героях Дуґласа Коупленда. Роман «Покоління Х» – це розповідь про пошуки молодими людьми власної дороги в житті, навскісно і часто всупереч тим шаблонам, які наполегливо насаджує нам суспільство реклами. І розказана ця історія з пристрасністю, прозірливістю та дотепністю справжнього культурного маніфесту.

## Видання
- 1991 рік — канадійське видавництво St. Martin's Press.
- 2016 рік — українське видавництво «Комубук».

## Українські видання
- Покоління Х / Дуґлас Коупленд; пер. Гєника Бєлякова. — Київ: Комубук, 2016. — 272 с. ISBN  978-966-97490-7-9
- Покоління Х / Дуґлас Коупленд. Видання друге, змінене; пер. Гєника Бєлякова. — Київ: Комубук, 2019. — 272 с. ISBN  978-966-97490-7-9